# Stephen M. Katz
Stephen Marshall Katz, auch Stephen Katz (* 10. August 1946 in Los Angeles) ist ein US-amerikanischer Kameramann.

## Leben und Wirken
Der jüngere Bruder der Drehbuchautorin Gloria Katz erlernte sein Handwerk in der zweiten Hälfte der 1960er Jahre am California Institute of the Arts und am Art Center College of Design, wo er Design und Fotografie studierte. 1970 wollte Katz gerade ein Fotostudio in New York eröffnen, als er gefragt wurde, ob er nicht Lust hätte, eine Produktion von Jonathan Demme zu fotografieren.
Seitdem ist Katz ein gefragter Kameramann zahlreicher zumeist wenig spektakulärer Filme, überwiegend preiswerte B-Produktionen, die er anfänglich vor allem für die Produktionsfirmen Roger Cormans fotografierte. Zu seinen Arbeiten zählen vor allem Komödien wie die Kultfilme Kentucky Fried Movie und Blues Brothers aber auch einige Thriller, (Melo-)Dramen, Horror- und Exploitationfilme.

## Filmografie (Auswahl)
- 1971: Angels Hard as They Come
- 1972: Messiah of Evil
- 1973: Your Three Minutes are Up
- 1975: Best Friends
- 1975: Las Vegas Lady
- 1975: Die Bronx-Katzen (Switchblade Sisters)
- 1976: Kentucky Fried Movie (The Kentucky Fried Movie)
- 1976: The Four Deuces
- 1976: Bittersweet Love
- 1977: Joyride
- 1978: Our Winning Season
- 1979: The Little Dragons
- 1979: Blues Brothers
- 1982: Coming Soon
- 1985: Last Resort
- 1986: Nacht Mutter (‘night, Mother)
- 1987: Sister, Sister (Sister, Sister)
- 1987: Adams kesse Rippe (And God Created Woman)
- 1987: Endlich wieder 18 (18 Again!)
- 1989: Wer ist Harry Crumb? (Who’s Harry Crumb?)
- 1990: Backstreet Dreams
- 1991: Mord 101 (Murder 101)
- 1992: Teuflische Intrigen (Ulterior Motives)
- 1993: Das Biest hinter der Maske (Deadly Relations)
- 1993: Vorsicht Nachbarn (It Runs in the Family)
- 1994: Der Mann, der niemals starb (The Man Who Wouldn’t Die)
- 1994: Vom Glück verraten (Escape From Terror: The Teresa Stamper Story)
- 1995: Timemaster – Aus der Zukunft zurück (Timemaster)
- 1995: Blackmail
- 1995: Sharons Geheimnis (Sharon‘s Secret)
- 1996: Vergessene Schrecken (Stolen Memories: Secrets from the Rose Garden)
- 1996: Mrs. Santa Claus
- 1998: Gods and Monsters
- 1998: Die Entführung von Häuptling Rothaut (The Ransom of Red Chief)
- 1999: Baby Geniuses
- 1999: The Lot (Fernsehserie) (auch Regie)
- 2000: Geppetto, der Spielzeugmacher (Geppetto)
- 2000: The Darkling
- 2001: Stumme Schreie im See II (Return to Cabin by the Lake)
- 2001: Her Majesty
- 2002: A Death in the Family
- 2003: Paradise
- 2004: The Dust Factory – Die Staubfabrik (The Dust Factory)
- 2006: Ich werde immer wissen, was du letzten Sommer getan hast (I’ll always know, what you did last summer)
- 2008: Secrets of a Hollywood Nurse (auch Coproduktion)